# Coors Brewing Company

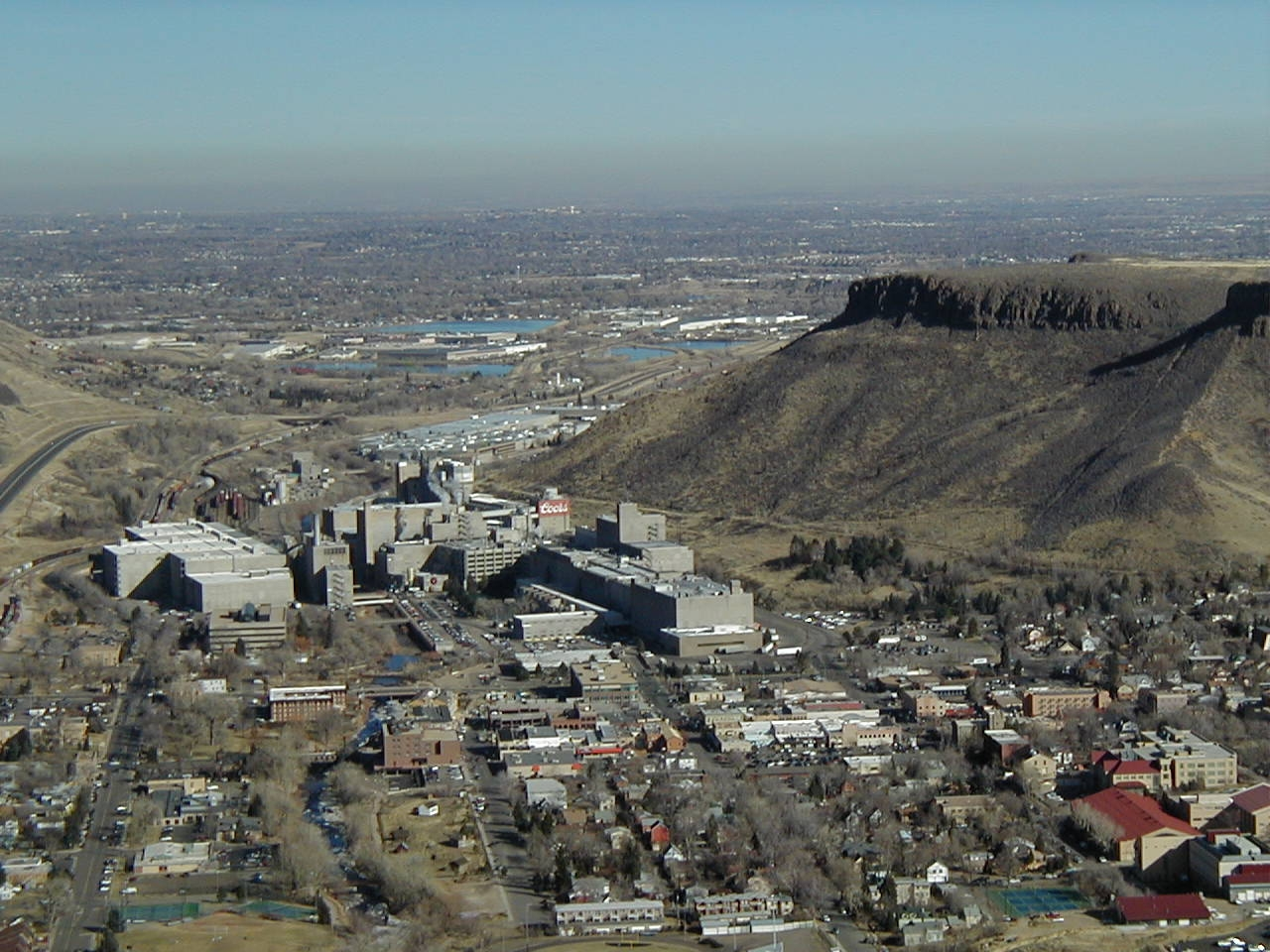
Coors brouwerij in Golden, Colorado

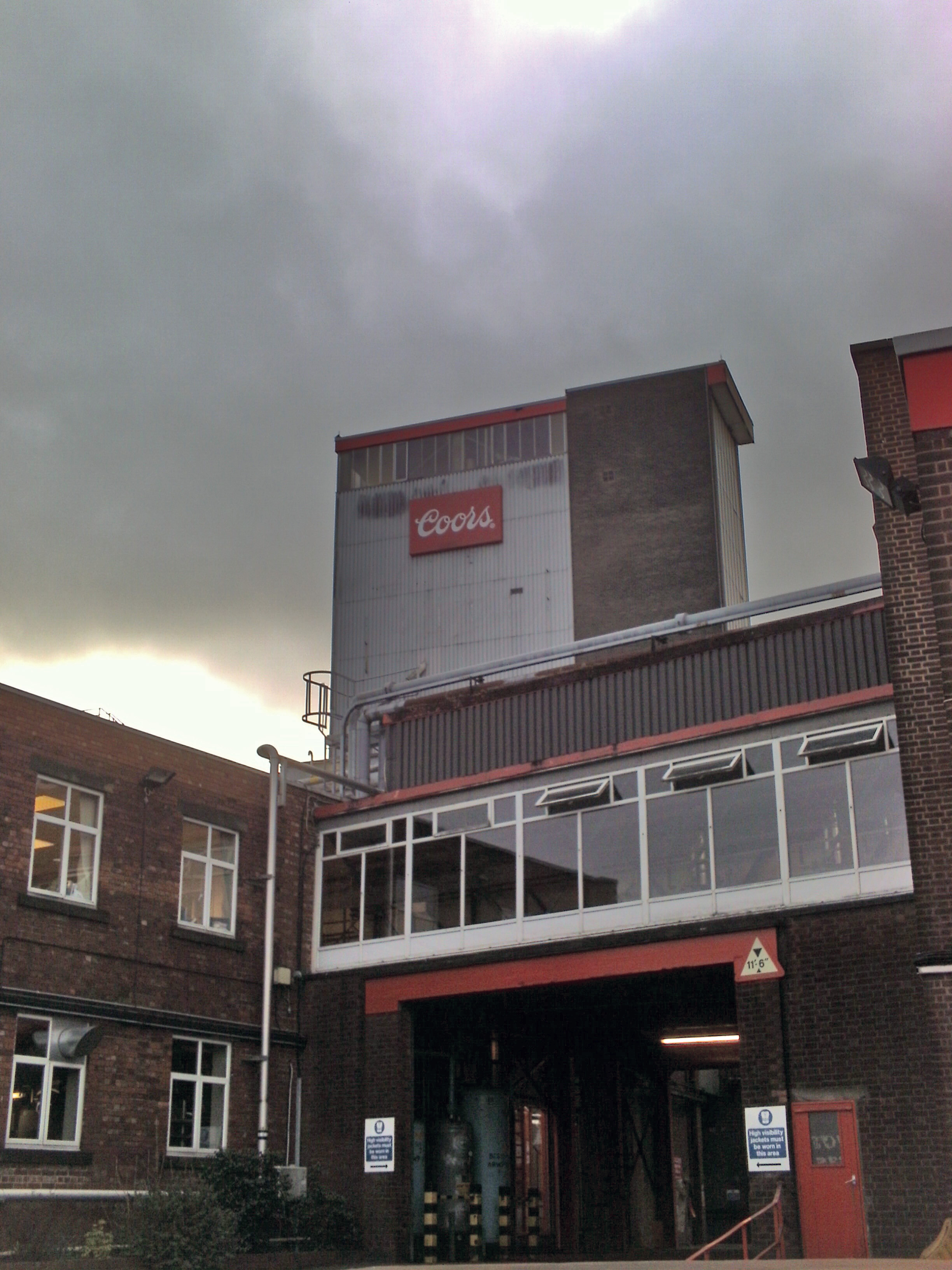
Coors brouwerij in Tadcaster, North Yorkshire, Verenigd Koninkrijk

De Coors Brewing Company is een onderdeel van de grote bierbrouwer Molson Coors Brewing Company. Coors heeft een brouwerij in Golden, Colorado, die de grootste ter wereld is.

## Geschiedenis

### Oprichting
In 1873 startte Adolph Coors en Jacob Schueler, allebei uit Pruisen, in Colorado een brouwerij na het kopen van een recept voor een Pilsner-bier van de Tsjechische immigrant William Silhan. Coors investeerde 2000 dollar en Schueler investeerde 6000 dollar in Golden Brewery. In 1880 kocht Coors zijn partner uit en werd hij eigenaar van het volledige bedrijf dat hij hernoemde tot Coors Golden Brewery.

### Drooglegging

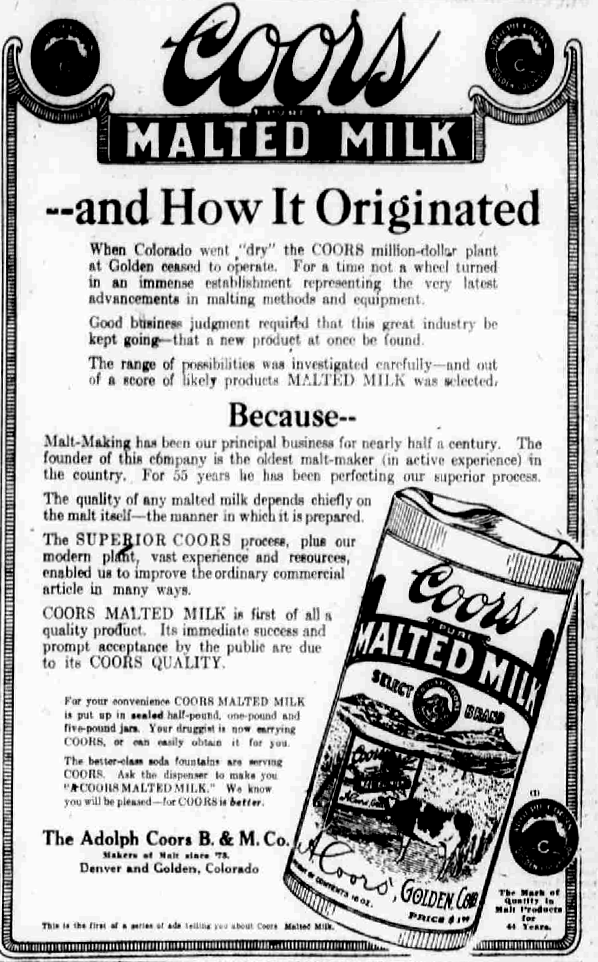
Advertentie voor Coors gemoute melk uit 1918.

De Coors Brewing Company doorstond de drooglegging redelijk intact. Jaren voordat de Volstead Act nationaal ingevoerd werd had Adolph Coors al met zijn zoons Adolph Jr., Grover en Herman de Adolph Coors Brewing and Manufacturing Company opgericht. De brouwerij werd omgebouwd voor de productie van gemoute melk en alcoholvrij bier. Coors verkocht de gemoute melk aan Mars voor de productie van snoep. Manna, het alcoholvrije bier van Coors, was bedoeld om zoveel mogelijk op bier te lijken als mogelijk. Naast bierbrouwen werden andere activiteiten toegevoegd, er werd gediversificeerd in andere sectoren zoals porselein en cement. In 1933 was de Coors Brewing Company een van de weinige brouwerijen die nog bestond.
Alle onderdelen van de Adolph Coors Company die niet bij de brouwerij hoorden werden tussen 1989 en 1992 losgemaakt van de Adolph Coors Company. Het porseleinbedrijf dat voortkwam uit Herold Porcelain bestaat nog steeds onder de naam CoorsTek.

### Expansie in binnen- en buitenland
Coors bier was lange tijd een regionaal product, waarvan het marketinggebied slechts bestond uit de Westelijke Verenigde Staten. Hoewel California en Texas onderdeel waren van de 11 distributiestaten, werden Washington en Montana dat pas in 1976.  Oregon stond de verkoop in winkels pas toe in 1985. Hierdoor was het bier zeldzaam in het Oosten van de VS. Mensen die een bezoek brachten aan het Westen namen het bier dan ook vaak mee terug. Dit fenomeen was in 1977 terug te zien in de film Smokey and the Bandit, die gaat over het smokkelen van Coors uit Texas naar Georgia. Het bedrijf begon pas met distributie in de hele VS halverwege de jaren 80.
In 1959 gebruikte Coors als eerste Amerikaanse brouwerij blikjes die volledig uit aluminium bestonden. Ook stopte het bedrijf in 1959 met het pasteuriseren van bier en begon het met steriele filtratie. Coors bezit momenteel de grootste blikjesfabriek ter wereld, die bekend staat als de Rocky Mountain Metal Container (RMMC), in Golden. RMMC is een joint venture tussen Ball Metal en Coors en is opgericht in 2003.
In de jaren 70 ontwikkelde Coors een blikje dat geopend kon worden door de bovenkant in te drukken als vervanging van het treklipje, dat vaak voor vervuiling zorgde. Klanten vonden dit echter niets en het ontwerp werd snel geschrapt. Coors Light werd in 1978 geïntroduceerd. De slogan "Silver Bullet" beschrijft niet het bier, maar het zilveren blikje waar het bier in zit.
In 2002 nam Coors een deel van de bieractiviteiten over van Bass Brewers. De voormalige Bass activiteiten van Carling gingen verder onder de naam Coors Brewers Ltd. Has was de grootste acquisitie van Coors en het betaalde US$ 1,7 miljard. Het kreeg hiermee een marktaandeel van 18% in handen en alleen Scottish & Newcastle was groter. Carling was destijds het beste verkochte biermerk en Coors kreeg verder merknamen als Worthington Creamflow Bitter en Caffrey's Irish Ale in handen.
In augustus 2004 kondigde Coors aan in 2007 meer capaciteit toe te voegen aan de Shenandoah verpakkingsfabriek in Elkton, Virginia. Hiermee konden de markten aan de oostkust van de VS beter worden voorzien.
Op 22 juli 2004 kondigde het bedrijf een fusie met het Canadese Molson Brewery aan. Molson was de grootste bierbrouwer van Canada en samen werden ze de vijfde brouwerij ter wereld gemeten naar volume. De twee gaan samen onder de nieuwe bedrijfsnaam Molson Coors Brewing Company (MCBC) en produceerden zo'n 60 miljoen hl bier. Eric Molson werd voorzitter van de toezichtsraad en Leo Kiely, de CEO van Coors, werd de nieuwe bestuursvoorzitter van MCBC. Op 9 februari 2005 werd de transactie afgerond.
In 2005 was Coors de op twee na grootste producent van bier in de Verenigde Staten. Alleen Anheuser-Busch en Miller waren groter. Bekende biermerken zijn Coors, Killian's, Caffrey's, en Blue Moon.

## Aantijgingen

### Vakbondsproblemen
In april 1977 begon de vakbond van bierbrouwers van Coors, die 1472 werknemers vertegenwoordigde, met een staking. De brouwerij bleef open en het werk werd overgenomen door supervisors en zo'n 250 tot 300 vakbondsleden die niet aan de staking meededen. Kort daarna kondigde Coors aan vervangers te zoeken voor de stakende medewerkers. Ongeveer 700 medewerkers gingen hierop weer aan het werk. Coors verving de overige 500 medewerkers, waarbij de productie gedurende het gehele proces gehandhaafd bleef. In december 1978 stemden de medewerkers van Coors met een meerderheid van twee op een voor het ontbinden van de vakbond, die 44 jaar stand had gehouden. Omdat de staking meer dan een jaar eerder had plaatsgevonden konden de stakende medewerkers die waren ontslagen niet meer meestemmen.
Andere vakbonden organiseerden een boycot, om Coors te straffen voor het slechte beleid. Een van de toegepaste tactieken was het aandringen op een verbod van ongepasteuriseerd bier. Omdat Coors op dat moment de enige bierbrouwer was die bier niet pasteuriseerde zou alleen Coors hierdoor getroffen worden. De verkoop van Coors slonk gedurende de 10 jaar durende boycot, maar Coors weet dit ook aan een industriewijde verkoopdaling en toegenomen competitie. Coors breidde ter compensatie de distributie van bier uit van de 18 westelijke staten waar het al jaren distribueerde naar de hele VS. Dit proces werd in 1991 voltooid, met Indiana als laatste staat.
De AFL-CIO beëindigde de boycot in augustus 1987, na onderhandelingen met Pete Coors, op dat moment hoofd van de brouwerij. De details van de onderhandelingen zijn nooit bekendgemaakt, maar zouden onder andere een reclamecampagne van de vakbond en de bouw van een nieuwe Coors-fabriek door vakbondsleden hebben behelsd.
In 1988 werd de Teamsters Union, die op dat moment ook werknemers bij de andere drie grote bierproducenten Anheuser-Busch, Miller en Stroh vertegenwoordigde voorgesteld als potentiële vakbond voor Coors. Ook dit voorstel werd echter via interne stemming afgewezen.

### Minderheden
Mexicaanse Amerikanen klaagden Coors in de jaren 60 aan voor discriminatie tijdens het sollicitatieproces en startten een boycot van het bedrijf. Vakbonden en homorechtenorganisaties sloten zich ook aan bij de boycot, die duurde tot de jaren 80. Een rechtszaak die in 1975 tegen Coors aangespannen werd door de Equal Employment Opportunity Commission eindigde in een schikking, waarbij Coors ook beloofde niet meer te discrimineren tegen zwarten, Latijns-Amerikanen en vrouwen.
In 1977 werd Coors beschuldigd van het moedwillig ontslaan van homoseksuele medewerkers. Coors moedigde zijn homoseksuele medewerkers aan om zich te verenigen in de Lesbian and Gay Employee Resource (LAGER) in 1993. In mei 1995 werd Coors het 21e private bedrijf in de Verenigde Staten dat ook bedrijfsvoordelen aanbood aan homoseksuele medewerkers. Toen voorzitter Pete Coors in 2004 bekritiseerd werd voor het homovriendelijke beleid, verdedigde hij het door te zeggen dat het de basis is van een goed bedrijf.

### Politieke invloed
De leden van de Coors familie hebben een prominente rol gespeeld in de Amerikaanse politiek, waarbij zij vooral conservatieve doelen steunden. Zo werd bijvoorbeeld in 1973 US$ 250.000 gedoneerd om de Heritage Foundation, een conservatieve denktank, en het American Enterprise Institute op te richten.
Voorzitter Pete Coors probeerde in 2004 tevergeefs een zetel in de Senaat van Colorado te bemachtigen namens de Republikeinen.

## Na de fusie met Molson
Op 9 oktober 2007 kondigden SABMiller en Molson Coors Brewing Company (MCBC) een joint venture aan, die bekend zou staan als MillerCoors en de distributie en marketing van de beide bedrijven in de Verenigde Staten op zich zou nemen. Op 10 oktober 2016 nam Anheuser-Busch InBev SABMiller over voor US$ 107 miljard. Als onderdeel van een overeenkomst met de Amerikaanse overheid werden de aandelen van SABMiller in MillerCoors voor US$ 12 miljard verkocht aan MCBC. MCBC kreeg het volledige eigendom over het merk Miller buiten de VS en Puerto Rico, en behield de rechten op alle producten in het MillerCoors portfolio binnen de VS en Puerto Rico.
In Canada verkreeg Molson Coors de rechten (van SABMiller) om Miller Genuine Draft en Miller Lite te produceren.

## Bedrijfsnamen
- Schueler & Coors, Golden Brewery (1873-1880)
- Adolph Coors, Golden Brewery (1880-1913)
- Adolph Coors Co., Golden Brewery (1909-1913)
- Adolph Coors Brewing and Malting Company, Golden Brewery (1913-1915)
- Adolph Coors Company (1933-1989)
- Coors Brewing Company (1989-2008)
- Molson Coors (2005-2008, moederbedrijf van CBC)
- MillerCoors (2008-2016, een joint venture in de VS)
- Rocky Mountain Metal Container (2003 tot heden). Een joint venture in aluminium blikjes met Ball Metal en Coors.

## Bestuursvoorzitters
- Adolph Coors
- Joseph Coors
- Douglas Roy Coors
- William Coors
- Frits van Paasschen
- Leo Kiely
- Peter Swinburn